# Comuna Zagvozd, Split-Dalmația
Zagvozd este o comună în cantonul Split-Dalmația, Croația, având o populație de 1.188 de locuitori (2011).

## Demografie
Componența etnică a comunei Zagvozd
     Croați (99,49%)
     Necunoscut (0%)
     Neclasificat (0,17%)
Componența confesională a comunei Zagvozd
     Catolici (99,33%)
     Necunoscută (0,25%)
     Alte religii (0,42%)
Conform recensământului din 2011, comuna Zagvozd avea 1.188 de locuitori. Din punct de vedere etnic, majoritatea locuitorilor (99,49%) erau croați. Din punct de vedere confesional, majoritatea locuitorilor (99,33%) erau catolici. Pentru 0,25% din locuitori nu este cunoscută apartenența confesională.